# 里察·亞克力斯
里察·亞克力斯（Richard Lambert Thomas Arkless，1975年7月7日—）是蘇格蘭民族黨的一位政治人物。他在2015年英國大選中當選鄧弗里斯和加洛韋選區的英國下議院議員。他出生在斯特蘭拉爾，畢業於格拉斯哥加里東大學和斯克莱德大学，在2007年當選蘇格蘭議會議員。